# Девід Грем
Девід Грем (англ. David Graham, 21 березня 1991) — австралійський фристайліст, спеціаліст в могулі.

## Результати

### Чемпіонати світу
| № | Дата       | Місце          | Дисципліна        | Результат |
| - | ---------- | -------------- | ----------------- | --------- |
| 1 | 02/02/2011 | Дір-Веллі 2011 | Могул             | 24        |
| 2 | 05/02/2011 | Дір-Веллі 2011 | Паралельний могул | 24        |

### Кубок світу
У ТОП-3 не потрапляв. Найкраще досягнення — 23 місце у могулі, зайняте 29/01/2011 у канадському Калгарі. У сезоні 2011 року зайняв 49 місце у заліку могулістів і 175 у загальному заліку КС з фристайлу.

### Кубок Австралії та Нової Зеландії
Один подіум:
- 26/08/2006 Монт Баллер, Вікторія,  Австралія - паралельний могул - срібло

У заліку сезону 2012 року став 5-им у заліку могулу.

### Кубок Європи
На етапах КЄ у ТОП-3 не потрапляв. Найкращий результат - 4 місце у могулі, встановлене 26/01/2010 у французькому Шателі.
| Сезон | Залік могулу |
| ----- | ------------ |
| 2009  | 83 (2)       |
| 2010  | 31 (122)     |

### Кубок Північної Америки
На етапах КПА у ТОП-3 не потрапляв. Найкращий результат - 20 місце у паралельному могулі, встановлене 19/02/2012 у канадському Валь Сент-Кам. у сезоні 2012 року став 35 у заліку могулу у рамках КПА.